# Wacquinghen
Wacquinghen é uma comuna francesa na região administrativa de Altos da França, no departamento de Pas-de-Calais. Estende-se por uma área de 2,47 km². Em 2010 a comuna tinha 272 habitantes (densidade: 110,1 hab./km²).